# Carlo Caldi
Carlo Stefano Agostino Caldi (Omegna, 17 aprile 1917 – Verbania-Pallanza, 9 gennaio 2012) è stato un imprenditore e partigiano italiano, fondatore di Girmi.

## Biografia
Carlo, soprannominato Carlito per via delle origini argentine della madre, Adele Balestretti, figlia di emigrati italiani di ritorno dal Sud America, nacque nel 1917 in un’agiata famiglia della borghesia omegnese. Il padre, Antonio Mario Caldi, nipote di Agostino Cane, lavorava come industriale nell’omonima fabbrica dello zio, producendo articoli casalinghi in alluminio; nel 1919 fu anche uno dei sei soci fondatori della Società Cooperativa Torneria La Subalpina (rinominata in seguito Girmi - La Subalpina nel 1963 e poi solamente Girmi Spa nel 1971 dal figlio Carlo).
Secondo di tre figli, Carlo ebbe una formazione collegiale di tipo tecnico-meccanico presso l’istituto De Filippi di Arona (No) e, successivamente, nei collegi di Winterthur (Svizzera) e Dortmund (Germania), senza però mai conseguirne il diploma.
Poco più che maggiorenne, infatti, Carlito venne richiamato dal padre per iniziarlo al mondo del lavoro. Così, nel 1936, fece esperienza come operaio nella storica ditta aeronautica SIAI-Marchetti e, l’anno successivo, presso l’azienda di famiglia.
Dal ’37 al ’38, Carlo conseguì il brevetto di pilota civile nell’aeroporto di Cameri (No), per poi arruolarsi nella Regia Aeronautica con il grado di sergente-maggiore pilota.
Durante il servizio militare, però, Carlito si rese conto dell’orrore della causa fascista. Così, grazie all’arruolamento nel Regio Esercito dei suoi fratelli, Francesco e Aldo, nel 1940 Carlo poté congedarsi dal servizio. Nello stesso periodo il padre Antonio Mario acquisirà la maggioranza de La Subalpina per darla in gestione al figlio Carlo che, fino all’armistizio del ’43, poté affiancare al proprio lavora anche una militanza antifascista. 

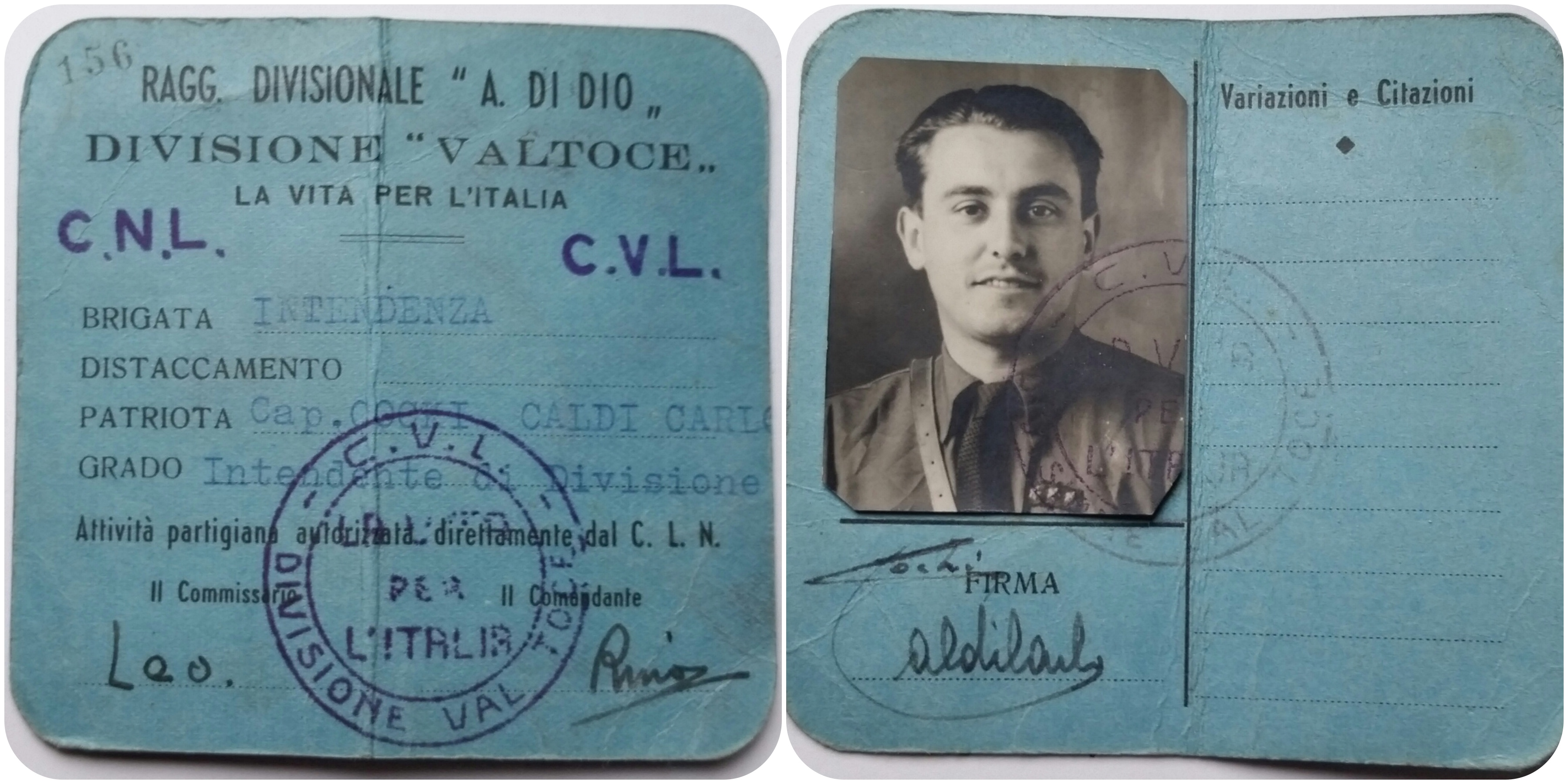
Tessera partigiana divisione Valtoce di Cap. Cocki Carlo Caldi

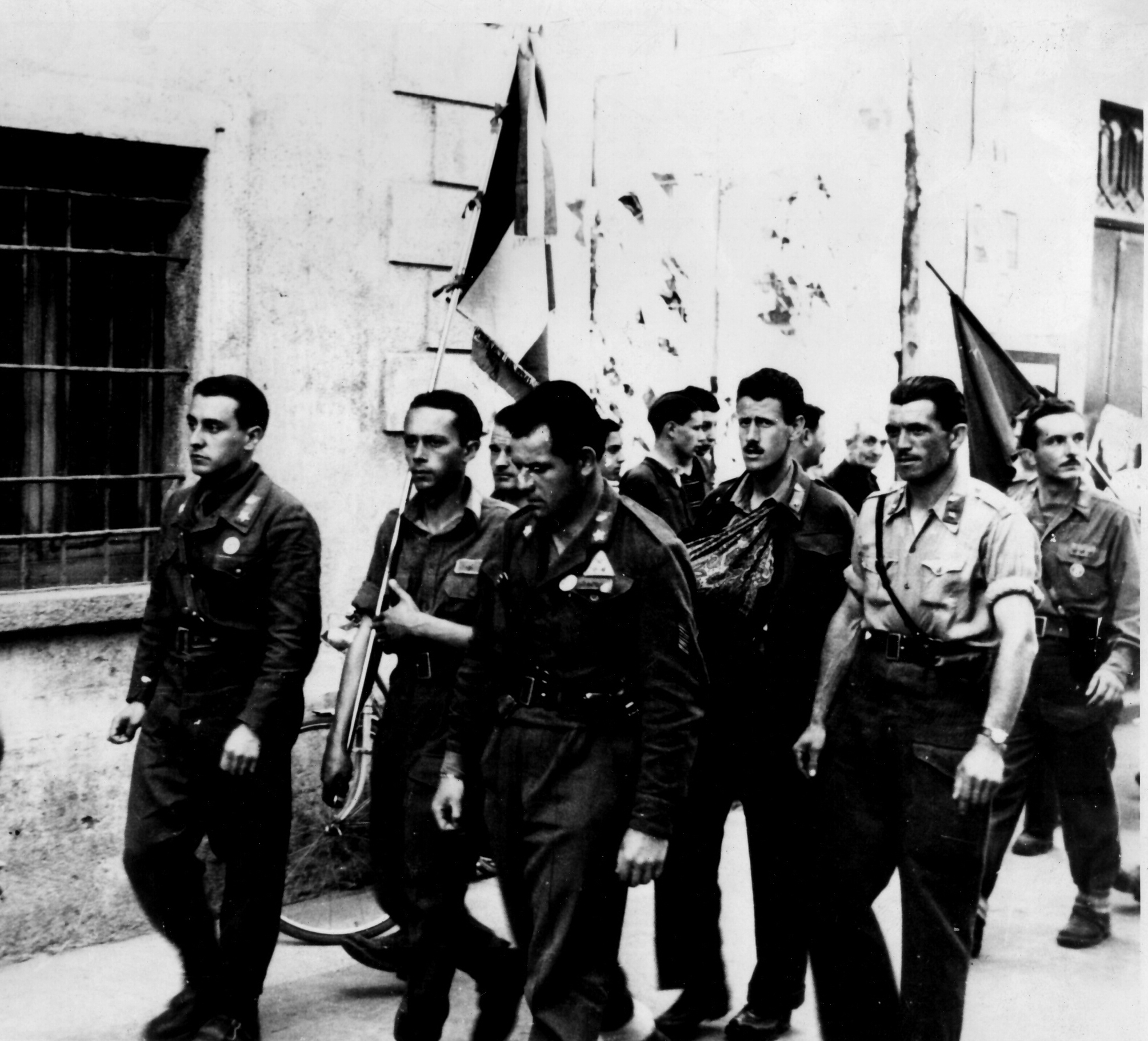
A sinistra, Carlo Caldi mentre sfila insieme ai suoi compagni d'armi lungo le vie di Omegna dopo la Liberazione

Il 18 gennaio 1944, Carlito venne iniziato dal capitano Filippo Maria Beltrami durante l’operazione di rifornimento viveri a Quarna Sopra e Campello Monti. L’11 maggio di quello stesso anno si presentò al reparto partigiano per essere in seguito assegnato all’intendenza della divisione Valtoce sotto lo pseudonimo di "Cocki". Oltre a diverse azioni di combattimento e guerriglia, Carlo si occupò prevalentemente dell’aspetto logistico e propagandistico tra le aree del Cusio e dell’Ossola. Venne insignito con il grado di capitano anche con compiti di comando (dalla fine del gennaio 1945 fino al 24 aprile dello stesso anno tenne l’intendenza della divisione e, dal 21 febbraio fino al 13 marzo del ’45, ne fu il comandante).
Con la fine della guerra Carlito riprese in mano le redini dell’azienda di famiglia. E nel 1948, durante un viaggio di lavoro a Parigi, insieme all’industriale e amico Massimo Lagostina, incontrò la sua futura giovane moglie Françoise Marolleau, al tempo diciottenne. 
Fu amore a prima vista e, dopo un fidanzamento durato pochi mesi, Carlito convogliò a nozze nel gennaio 1949 con la parigina Françoise. Insieme ebbero due figli: Michel e Laura (prematuramente scomparsa nel 2006).
Nello stesso anno i due coniugi andarono a New York in luna di miele. Fu un viaggio illuminante per l’imprenditore che ebbe la possibilità di osservare alcuni elettrodomestici da tempo in uso negli Usa, ma che nell’Italia del dopoguerra erano ancora quasi del tutto inesistenti.
Carlito ebbe così l’intuizione di convertire la fabbrica di famiglia per produrre qualcosa di innovativo, non solo articoli di toilette per parrucchieri, barbieri, profumieri e saloni di bellezza, ma elettrodomestici. Così, nel 1954, su ispirazione dei modelli americani, nacque Frullo: il primo frullatore prodotto e distribuito interamente in Italia. Ma il risultato finale fu alquanto scadente: poco più che un giocattolo e con diversi difetti di fabbricazione. L’articolo ebbe comunque un ottimo riscontro nelle vendite, e sulla cresta del boom economico italiano nel 1957 venne messo nel mercato il nuovo frullatore Girmi (acronimo di Gira e Miscela). Fu un grande successo, tale che Carlito decise di utilizzarne il nome per la sua azienda.
Carlo introdusse negli anni sofisticate e innovative tecniche di produzione. Nel 1963, nella frazione di Cireggio di Omegna, fece costruire su un terreno di 60.000 m² uno stabile di 7.500 m², caratterizzato da un tetto importato dagli Usa capace di auto-sostenersi appoggiandosi solamente sulla propria campata.
Carlo collaborò inoltre con diversi designer per la produzione di elettrodomestici sempre più accattivanti e funzionali. Tra questi il noto architetto milanese Luca Meda, che nel 1984 rivestì in Girmi il ruolo di art-director.
Con Carlo l’azienda ebbe un notevole sviluppo, che rese leder nel settore del piccolo elettrodomestico. Dagli anni Quaranta agli anni Ottanta i dipendenti passarono da 50 a 440 unità in un crescendo via via sempre più concitato di ricerca e innovazione. Finché, nel 1986, Carlo decise di vendere Girmi all’americana Allegheny International. Da quel momento l’azienda passò di mano in mano a diverse imprese. Attualmente il marchio Girmi è stato ceduto da Bialetti Industrie Spa nel 2016 a Trevidea Srl, società specializzata in elettrodomestici da cucina a marchio Trevi e G3 Ferrari.
Dal 1986 fino alla sua scomparsa, Carlito si ritirò dal mondo professionale dedicandosi alla beneficenza, contribuendo alla realizzazione del reparto Alzheimer presso la casa di riposo dedicata all’amico Lagostina.
Ancora oggi gli stabilimenti originari giacciono abbandonati a se stessi tra rovi, sterpaglie e aste giudiziarie sempre deserte.

### Morte
Morì il 9 gennaio 2012 nell’ospedale di Verbania-Pallanza all’età di 94 anni.